# أحمد العجلاني
أحمد العجلاني (30 نوفمبر 1960) لاعب كرة قدم تونسي سابق، والمدرب الحالي ل النجم الرياضي الساحلي المغربي درب سابقا نادي أولمبيك خريبكة المغربي،في السعودية درب نادي الطائي من حائل ثم درب الهلال السعودي .

## روابط خارجية
- أحمد العجلاني على موقع قاعدة بيانات كرة القدم.إي يو (الإنجليزية)
- أحمد العجلاني على موقع عالم كرة القدم.نت (الإنجليزية)
- أحمد العجلاني على موقع كووورة